# Trabzon Cup
Il Trabzon Cup è un torneo professionistico di tennis giocato su campi in cemento. Fa parte dell'ITF Women's Circuit. Si gioca annualmente a Trebisonda in Turchia.

## Albo d'oro

### Singolare
| Anno     | Campionessa        | Finalista              | Punteggio     |
| -------- | ------------------ | ---------------------- | ------------- |
| 2012     | Margarita Lazareva | Melis Sezer            | 6–4, 6–3      |
| 2013     | Aleksandra Krunić  | Stéphanie Foretz Gacon | 1–6, 6–4, 6–3 |
| 2013 (2) | Anna-Lena Friedsam | Julija Bejhel'zymer    | 4–6, 6–3, 6–3 |

### Doppio
| Anno     | Campionesse                          | Finaliste                        | Punteggio |
| -------- | ------------------------------------ | -------------------------------- | --------- |
| 2012     | Margarita Lazareva Abbie Myers       | Sultan Gönen Büşra Kayrun        | 6–2, 6–3  |
| 2013     | Julija Bejhel'zymer Maryna Zanevs'ka | Alona Fomina Christina Shakovets | 6–3, 6–1  |
| 2013 (2) | Oksana Kalašnikova Aleksandra Krunić | Ani Amiraghyan Dalila Jakupovič  | 6–2, 6–1  |